# Polska Krajowa Kasa Pożyczkowa

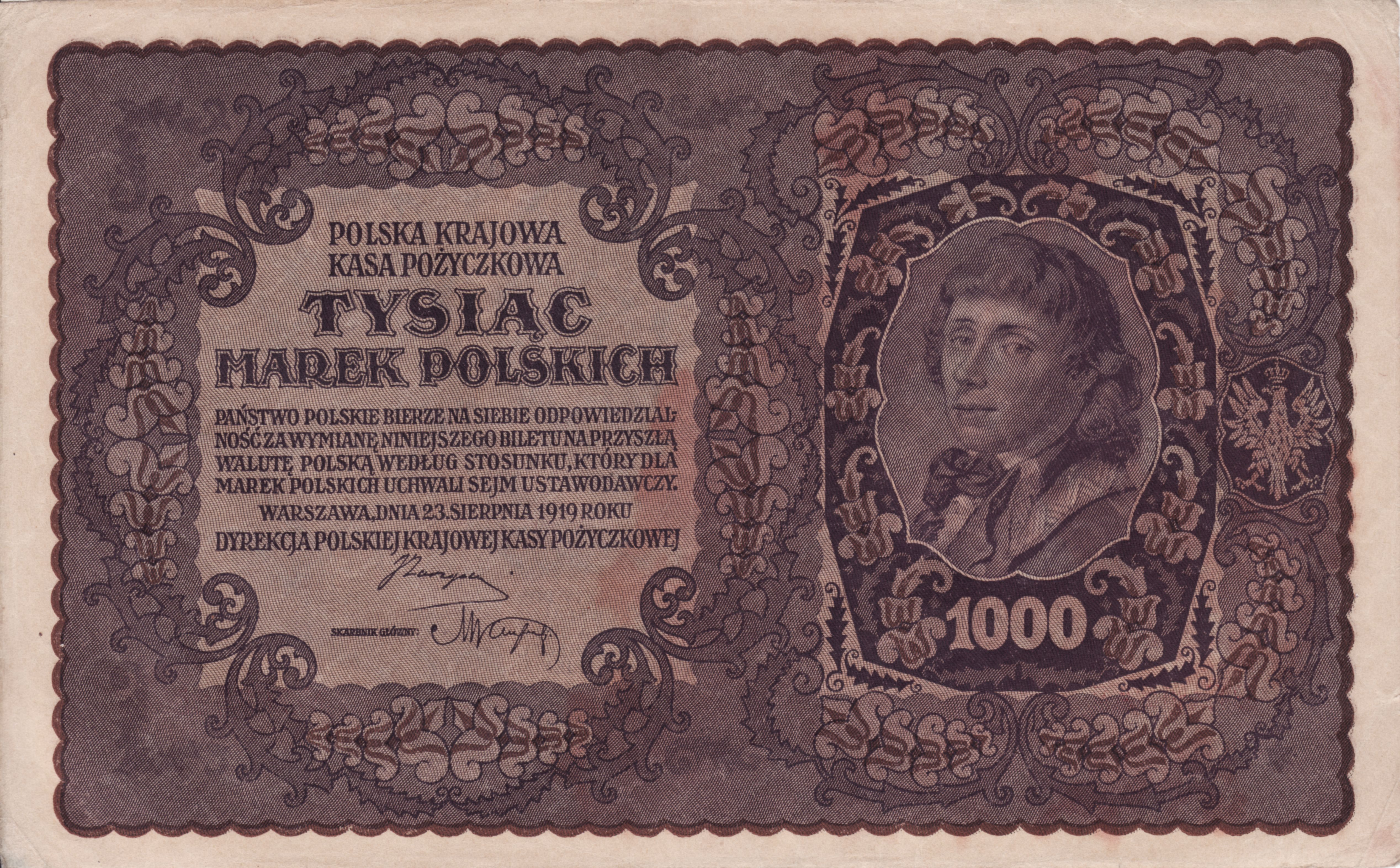
Banknot 1000 mkp Polskiej Krajowej Kasy Pożyczkowej. Emisja z dnia 23 sierpnia 1919 roku

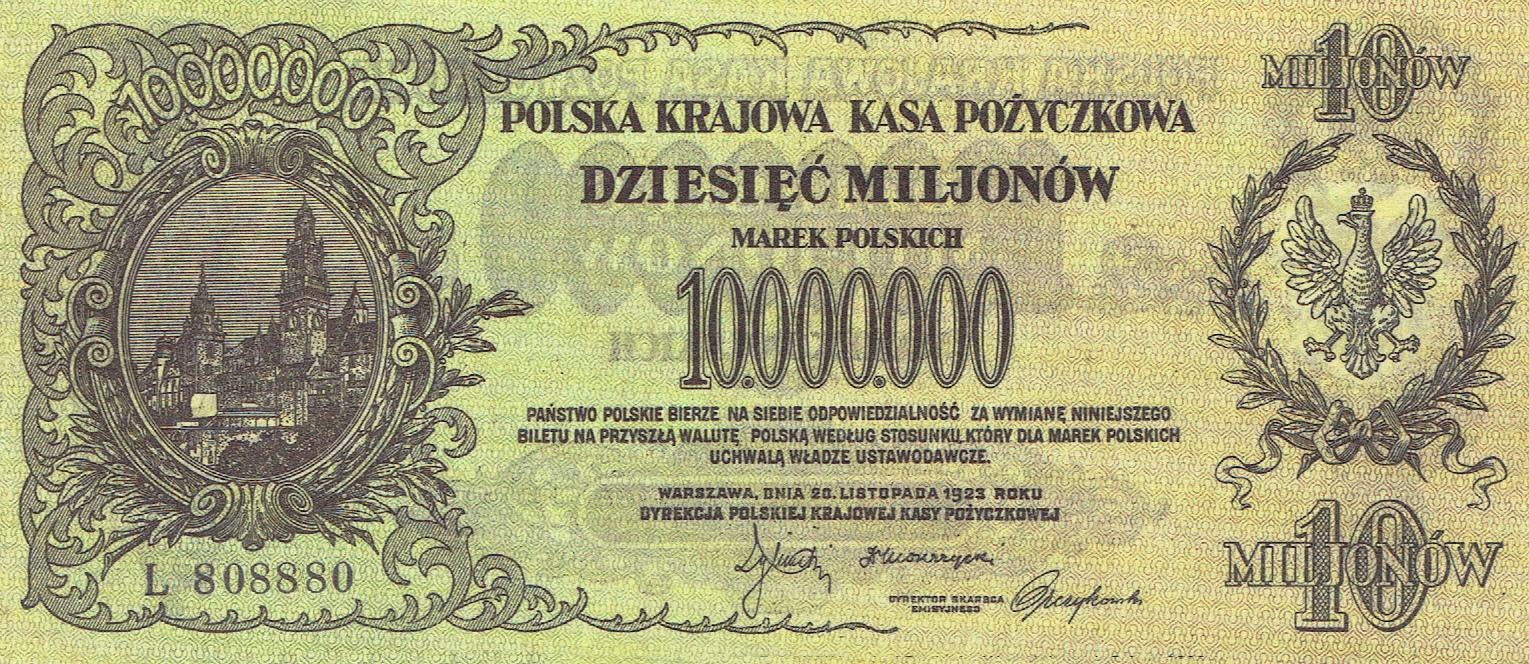
Banknot 10 mln mkp Polskiej Krajowej Kasy Pożyczkowej. Emisja z dnia 20 listopada 1923 roku

Polska Krajowa Kasa Pożyczkowa (PKKP) – bank emisyjny, utworzony 9 grudnia 1916 r. przez niemieckie władze okupacyjne w generalnym gubernatorstwie warszawskim. PKKP emitowała marki polskie w latach 1917–1923. Instytucja ta została zlikwidowana w 1924 r., w związku z reformą walutową i powołaniem Banku Polskiego, jako podmiotu emitującego polską walutę.

## Historia
Polską Krajową Kasę Pożyczkową uznano za bank emisyjny RP tymczasowo, w celu zapewnienia środków płatniczych w obiegu do czasu powołania właściwego banku centralnego. Przygotowania do utworzenia takiego banku trwały już od 1919 roku, ale PKKP pełniła funkcję emisyjną jeszcze do 1924 roku. Potrzeby państwa w tym okresie (związane m.in. z koniecznością prowadzenia wojny o wschodnią granicę) nie mogły być sfinansowane z podatków i były kredytowane, co doprowadziło do wzrostu inflacji, a w konsekwencji do hiperinflacji.
Dyrektorami PKKP w latach 1919–1924 byli:
- Stanisław Karpiński
- Ernest Adam
- Władysław Byrka
- Jan Kanty Steczkowski
- Kazimierz Bigo
- Karol Rybiński

Władze państwowe zmuszone były do podjęcia działań zmierzających do zakończenia tego stanu. 18 grudnia 1923 Władysław Grabski został powołany na stanowisko premiera i otrzymał też od Sejmu 6-miesięczne pełnomocnictwa ustawodawcze. W krótkim czasie zastąpił on markę polską nową walutą o nazwie złoty polski, rozwiązał też Polską Krajową Kasę Pożyczkową. Zastąpił ją Bank Polski Spółka Akcyjna.